# Anders Svensson
Anders Gunnar Svensson, född 17 juli 1976 i Guldheden, Annedals församling i Göteborg, är en svensk före detta fotbollsspelare. Han var mittfältare med nummer 8 i IF Elfsborg från 1994 fram till hösten 2015. Under några år, 2001–05, spelade han i Southampton FC i England. 
I det svenska landslaget spelade han från 1999 fram till 12 december 2013. Då slutade han i landslaget, efter att laget missat kvalet till VM i Brasilien. Enligt officiell SvFF-statistik spelade Anders Svensson 148 landskamper, vilket är flest av samtliga manliga svenska fotbollsspelare. Tidigare rekord innehölls av Thomas Ravelli med 143 matcher. 
Anders Svensson fick smeknamnet "Taco" på grund av sin stora förkärlek för maträtten tacos.

## Biografi
Anders Svensson är uppvuxen i stadsdelen Guldheden, Göteborg, där han spelade fotboll i Guldhedens IK och tidigt var en stor talang. I tonåren gjorde han en flytt och började spela för Hestrafors i Bollebygd, men snart värvades han av IF Elfsborg. Anders Svensson var en av de unga spelare som var med om Elfsborgs comeback i Fotbollsallsvenskan 1997 efter seger i söderettan 1996, en serie i vilken Svensson debuterade som 17-årig redan 1994. Anders Svensson spelade tillsammans med bland andra Tobias Linderoth och Fredrik Berglund. De tre har senare spelat tillsammans i A-landslaget och kallades under tiden i Elfsborg för "Pannbandsligan".
Under 1999 kom Anders Svensson med i landslagsdiskussionerna och debuterade i slutet av året mot Sydafrika. Svensson hade under 1999 varit med och spelat kvar IF Elfsborg i allsvenskan under en motig säsong där laget säkrade kontrakt sent. Efter EM-slutspelet 2000 kom så den verkliga debuten i A-landslaget då Svensson startade i VM-kvalmatchen mot Azerbajdzjan och stod för segermålet. I samma veva spelade Svensson strålande med IF Elfsborg och belönades år 2000 med BT-plaketten.
2001 var Svensson med och vann Svenska cupen efter finalseger mot AIK i Jönköping efter straffar. Det var Elfsborgs första större titel sedan SM-guldet 1961. Proffsryktena florerade och 2001 lämnade Svensson Elfsborg för spel i engelska Southampton FC. Tiden i England var stundtals motig för Svensson, som inte riktigt fann sig tillrätta i det engelska spelet och med tränaren Gordon Strachans fotbollfilosofi. Svenssons stora stunder kom i stället i landslaget, inte minst under VM 2002 då Svensson gjorde sitt klassiska frisparksmål mot Argentina.
Anders Svensson återvände 2005 till Elfsborg och fick där en ledande roll. I allsvenskan 2006 var han lagkapten för Elfsborg, då klubben vann sitt första SM-guld sedan 1961. VM i Tyskland 2006 blev emellertid en negativ erfarenhet för Anders Svensson, som efter öppningsmatchen ställdes utanför startelvan.
Den 23 maj 2009 invigdes konstgräsplanen Anders Svensson-vallen i Guldheden, Göteborg, genom en match mellan Guldhedens IK:s P76:or och IFK Göteborgs Uefacup-vinnare från 1982.
Den 10 september 2013 spelade han sin 144:e landskamp och blev då enligt Svenska Fotbollförbundet den svensk som spelat flest matcher för det svenska herrlandslaget i fotboll genom tiderna. Dock räknade FIFA det som hans 139:e landskamp och placerar fortfarande Thomas Ravelli före i listan.
Den 12 december 2013 tillkännagav Svensson att han slutar i landslaget, efter att Sverige hade misslyckats med att kvala in till VM i Brasilien. Då hade han enligt officiell SvFF-statistik spelat 148 landskamper.
År 2017 deltog Svensson i den nionde säsongen av TV-programmet Mästarnas mästare. Han slutade på en fjärdeplats.
2023 deltog Anders Svensson i realityprogrammet Över Atlanten tillsammans med fem andra kända personer samt världsomseglaren Gurra Krantz som skipper. Seglatsen gick från Maspalomas på Gran Canaria till St Martin i Västindien.

## Meriter

### Klubblag
- Vinnare av Svenska cupen 2001 och 2014
- Tvåa i FA-cupen 2003
- Svensk mästare 2006 och 2012

#### Seriematcher / mål
- 2001: 8 / 5 (i Elfsborg)
- 2001-02: 34 / 5
- 2002-03: 33 / 1
- 2003-04: 30 / 2
- 2004-05: 30 / 3
- 2005: 9 / 0
- 2006: 26 / 7
- 2007: 23 / 9
- 2008: 19 / 1
- 2009: 26 / 4
- 2010: 27 / 0
- 2011: 27 / 3
- 2005–2011 i Elfsborg: 157 / 24
- 2012: 1 / 2 (efter omgång 1)

### Landslag
- Världsmästerskapen 2002 och 2006
- Europamästerskapen 2004, 2008 och 2012